# Giovanni Battista Revello
Giovanni Battista Revello ( né à Recco en 1672-1732), également appelé Mustacchio, est un peintre italien de la période baroque. Il a peint  des quadrature et des natures mortes.

## Biographie
Giovanni Battista Revello est né à Recco près de Gênes et a étudié auprès d'Enrico Haffner et noué amitié avec Francesco Costa avec lequel il a collaboré  pendant une vingtaine d'années .
Revello a gagné son surnom  Mustacchio en raison de son habitude  de peindre des moustaches sur ses œuvres. Il se serait rendu à Tunis pour peindre pour le Bey. Son fils Paolo (mort en 1763) était également peintre  .